# Гудман (Мисисипи)
Гудман (енгл. Goodman) град је у америчкој савезној држави Мисисипи.

## Демографија
По попису из 2010. године број становника је 1.386, што је 134 (10,7%) становника више него 2000. године.
| Група             | 2000.       | 2010.         |
| Белци             | 415 (33,1%) | 328 (23,7%)   |
| Афроамериканци    | 824 (65,8%) | 1.039 (75,0%) |
| Азијати           | 0 (0,0%)    | 2 (0,1%)      |
| Хиспаноамериканци | 8 (0,6%)    | 16 (1,2%)     |
| Укупно            | 1.252       | 1.386         |